# ベティ・デイヴィス

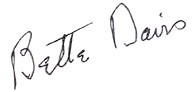
ベティ・デイヴィスのサイン

ベティ・デイヴィス（英語: Bette Davis、本名：ルース・エリザベス・デイヴィス（英語: Ruth Elizabeth Davis）、1908年4月5日 - 1989年10月6日）はアメリカ合衆国マサチューセッツ州ローウェル出身の女優である。
キャサリン・ヘプバーンと並ぶ、ハリウッド映画史上屈指の演技派女優で、尊敬をこめて「フィルムのファースト・レディ」と呼ばれた。

## 生涯・初期のキャリア

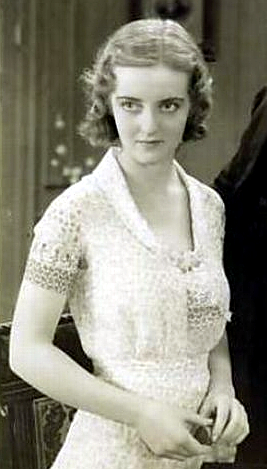
映画デビュー作『姉妹小町』(1931年)

弁護士である父を持ち、裕福な幼少期を過ごすが、幼い頃に両親が離婚。典型的なステージ・ママである母や姉の影響から脱せねばならなかった。
ニューヨークに移住後、ニュートン・ハイスクール、クッシング・アカデミー・ハイスクールでは演技・ダンスも学んだ。最初はダンサーに憧れていたが、高校時代にダンスを辞めて俳優を目指した。
ロチェスターの小劇団に在籍し、1928年に巡業劇団であるプロヴィンスタウン・プレイヤーズのオフ・ブロードウェイの舞台「Earth Between」に立ち、ニューヨーク進出を果たす。1929年に『Broken Dishes』でブロードウェイの舞台デビューを飾る。
舞台の主演女優として順調なキャリアを積んでいたが、舞台の傍ら、サミュエル・ゴールドウィンのスクリーン・テストを受けたが不合格となる。後にゴールドウィンは「彼女を雇わなかったのは最大の誤算であり間違いであった」と述べている。
やがて、映画女優の道を選んだデイヴィスは1931年にユニヴァーサル映画によって雇われ、スター男優のコンラッド・ネイゲル主演『姉妹小町』でスクリーン・デビューを果たす。
ユニヴァーサル時代は作品に恵まれず、当時のユニヴァーサル幹部より「スターの素質はない」として解雇の憂き目にあうが、その後ワーナー・ブラザースと7年の専属契約を結び、名優ジョージ・アーリス主演の『The Man Who Played God』（1932）で注目され、49年までのワーナーとの契約期間に大スターとしての地位を築き上げることとなる。

## 転機
デイヴィスの転機は1934年に訪れる。ワーナーでは便利使いの適当なヒロイン役や準ヒロイン役に甘んじていたが、自分の女優としての運命を変える事となった名匠ジョン・クロムウェル監督の『痴人の愛』（原作はサマーセット・モームの『人間の絆』）と出逢う。
当初、この作品が映画化されるに当たり、ヒロインのなり手が全くなかった。モームの自伝的小説とも言える『人間の絆』のヒロインであるミルドレッドは、それまでの英米文学で描かれることの無かった人物であり、史上最低最悪のヒロインと呼ばれたほどの悪辣な女性像であった。
スター・システム全盛期に、自分のイメージを悪くするような役を演じたがる女優が居るはずもなく、ヒロイン探しは難航したが、当時ワーナーに所属していたデイヴィスが、可もなく不可もない、便利使いの適当なヒロイン役に飽きたらず、これを転機と見定め、自らミルドレッド役に志願した。
しかし、専属契約をしていたワーナーは、当時、他社であるRKOの作品への出演を認めず、デイヴィスはこれに対抗し自らの鉄の意思を貫いた。
ミルドレッド役を手にした彼女にとって、もうひとつ幸運だったのは、モームの分身を演じる共演者がイギリスの名優で監督でもある大スター、レスリー・ハワードだったことである。非常に洗練されたハワードが相方に廻ったことにより、デイヴィスは一層引き立てられ、演技に開眼したと言っても過言ではない。
『痴人の愛』が全米で公開されるや否や、デイヴィスの憎らしいまでの強烈な存在感と悪女ぶりが大評判となり、批評家や評論家も彼女を激賞した。ただし、彼女にとって不運だったことは、当時のアカデミー賞のシステムにもよるが、他社の映画で大評判を取ったことである。
これに気分を害したワーナーのボス、ジャック・ワーナーが露骨に、かつ意図的に彼女を締め出しにかかり、デイヴィスはオスカーにノミネートされなかった（第7回アカデミー賞）。
これに怒ったのはデイヴィスでもワーナーでもなく、RKOでもなかった。当時の多くの新聞のコラムで疑問が呈され、ファンや評論家が抗議したのである。俳優仲間では親友のジョーン・ブロンデルと彼女の当時の夫で人気スターのディック・パウエルらが率先して、抗議のアピールをした。
アカデミーの事務局には、電話や電報による抗議が殺到し、収拾がつかない程の事態に陥り、デモ隊までが登場。抗議集会が開かれる寸前の所、ノミネーション発表9日目にして、どのカテゴリーもノミネーションに関係なく、誰に投票しても構わないという書き込み式の緊急措置がとられ、アカデミー会員側に通達する羽目になったのである。
しかし、デイヴィスはオスカーを受賞することはなかった。これは後に「オスカー史上の最も大きな過ち」と呼ばれ、今なおアカデミーの長い歴史を振り返る上で、忘れ去られることの無い、語り継がれるほど有名な話である。
翌年に『青春の抗議』によってアカデミー賞主演女優賞を獲得するも、本人は不本意であった。それは前年受賞できなかったことに対する「同情的な埋め合わせのオスカー」であったことは明白であり、「今年は私ではなく『乙女よ嘆くな』のキャサリン・ヘプバーンが本当の受賞者」と率直に語った。

## 全盛期

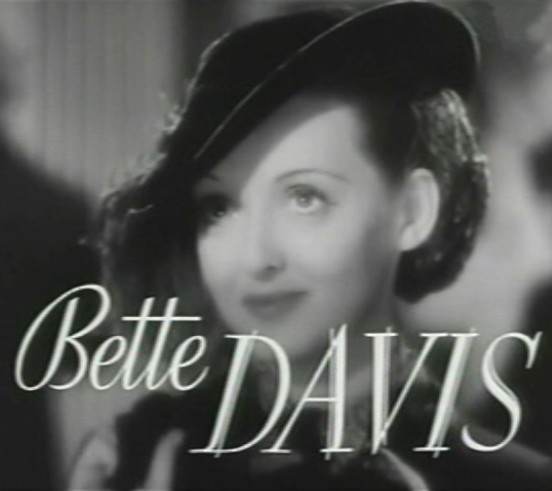
『黒蘭の女』の予告編より（1938年）

デイヴィスは『痴人の愛』以後、演技派の大女優への道を歩むこととなる。
1930年代はアカデミー主演女優賞を獲得した『青春の抗議』（1935）、『黒蘭の女』（1938）をはじめ、ブロードウェイのヒット作の映画化にあたって、レスリー・ハワードや、悪役で頭角を現したハンフリー・ボガートと共演した『化石の森』（1936）、ヴェネツィア国際映画祭女優賞を獲得した『札つき女』（1937）、悲劇的なヒロインを演じた『愛の勝利』(1939)など、数多くの話題作がある。
40年代に入ってからも、不倫相手を平然と射殺しながら、さめざめと泣いて見せる『月光の女』(1940)でのヒロインや、リリアン・ヘルマン原作の『偽りの花園』(1941)の強欲で冷酷なレジーナ役などでは凄味が増し、忘れがたい名演技を披露している。
『ラインの監視』(1943)のレジスタンス闘士の夫を支える献身的な妻や、『情熱の航路』(1943)でのロマンティックなヒロイン役も印象深く、後に幾度となく、『情熱の航路』の路線を引き継いだロマンス映画が作られている。
また『小麦は緑』(1945)では、炭坑街に暮らす貧しい青年の天才的才能を見出す教師役も忘れ難く、感動的な作品となっている。
1969年、アメリカTIME誌が発表した「アメリカの世紀1930〜1940（This Fabulous Century）」では彼女について2ページが割かれており、その演技の才能に惜しみない賛辞を贈っている。その項には「彼女が演じた役は、どれもまぎれもなくベティ・デイヴィスなのだが、それでいてまったく性格の違う役を鋭いリアリティを持って演じた」と記されている。
1938年から1942年まで、主演の演技部門で5年連続でアカデミー賞にノミネートされたのは、グリア・ガースンと並び、アカデミー賞史上空前の記録である。
また、1941年10月には米国映画芸術科学アカデミー（A.M.P.A.S）に女性としてはじめて会長（第9代）に就任する。しかし事務局と対立し、2か月後には退任。
『小麦は緑』(1945)以降は、徐々にヒット作品に恵まれなくなるが、1949年にワーナー・ブラザースを離れてからは、年齢的なこともあり、フリーの立場で仕事を続けていくこととなる。

## 中年期 - 後期
1950年、再び彼女に転機が訪れた。

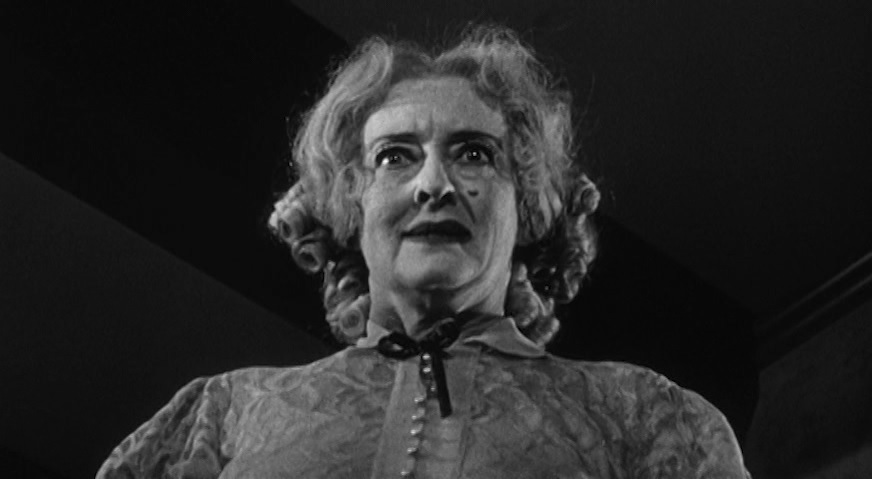
『何がジェーンに起ったか?』(1962年)

この年、背中を怪我したクローデット・コルベールの代役として出演した『イヴの総て』では、自身のイメージを逆手に取るかのように、ブロードウェイの大女優役のマーゴ・チャニングを演じ、圧倒的な貫禄を見せ、カンヌ国際映画祭女優賞をはじめ、ニューヨーク映画批評家協会女優賞などを獲得し、オスカーにもノミネートされた。彼女の演技は評論家に大絶賛され、映画通のファンの間では「マーゴ・チャニング」は悪女の代名詞となった。
1960年以降は、『ポケット一杯の幸福』(1961)や、20年代後期から活躍していた元MGMの大スターであったジョーン・クロフォードと共演した、ロバート・アルドリッチ監督の異色作『何がジェーンに起ったか?』（1962）でも復活を強く印象付けた。
とりわけ『何がジェーンに起こったか？』におけるデイヴィスの狂乱の演技は凄まじく、映画ファンのみならず、業界人や評論家までもが度肝を抜かれた。過去の栄光を汚すと言う周囲の反対も聞き入れず、彼女は強烈なキャラクターのベイビー・ジェーン・ハドソン役を見事に創り上げ、あえて醜悪なメイクを施した。それは開き直りではなく、女優としての飽くなき探求心からであった。
これは、彼女のキャリアの中でも特に重要な作品である。50年代以降、あまり作品に恵まれていなかった本人にとって起死回生の大ヒットとなり、続く『誰が私を殺したか?』（1964）、『ふるえて眠れ』（1964）などで、更に一癖ある独特な性格女優としての真価を発揮する。
特に『ふるえて眠れ』では、再びアルドリッチ監督が、クロフォードとの共演で企画を進めていたが、共演者は演技派の名女優オリヴィア・デ・ハヴィランドに変更された。この経緯は後述する。（人柄・人物の項を参照）
70年代にもデイヴィスは積極的に幅広い分野で活動し、アガサ・クリスティの『ナイル殺人事件 (1978年の映画)』（1978）では、コメディ・リリーフ的な役柄を快演している。
1979年にはTVのミニ・シリーズ『Strangers：The Story of a Mother and Daughter』でエミー賞主演女優賞を獲得した。

## 最晩年

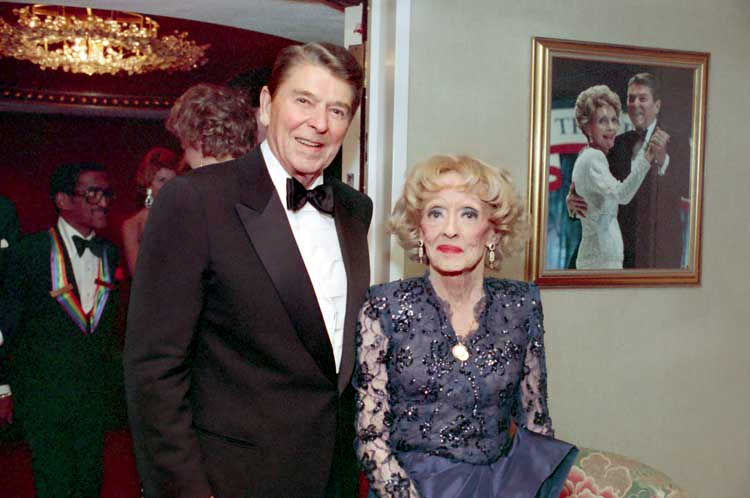
死の2年前、48年前に『愛の勝利』で共演した大統領ロナルド・レーガンとともに（1987年）

デイヴィスは1980年代に入ってからも精力的に映画やTVで活躍し、TVショーにも数多く出演している。
1981年、キム・カーンズがデイヴィスを題材にしたジャッキー・デシャノンの曲「ベティ・デイビスの瞳」をカバーし、全米チャートで9週間第1位という記録的な大ヒットとなった。そのほか8か国で1位を記録し、グラミー賞の最優秀楽曲賞、最優秀レコード賞も受賞した。
1987年、魂の叙事詩と呼ぶにふさわしい作品となった『八月の鯨』ではサイレント期から活躍していた名女優リリアン・ギッシュと姉妹役で共演し、世界中で高い評価を得て映画もロングラン・ヒットとなり、オールド・ファンのみならず、多くの観客を感動させた。
1989年、フランス・パリ近郊のオー＝ド＝セーヌ県ヌイイ＝シュル＝セーヌのアメリカン病院で転移性乳癌のため死去、81歳没。

## 人柄・人物
身長160cmと小柄ながらエネルギッシュで、辛辣でブラック・ユーモアを交えた発言も多く、ジョーン・クロフォードについては「彼女の使った後の便座だけには座りたくない」と発言したことはあまりにも有名。また、前述した『ふるえて眠れ』のキャスティングにあたり、ジョーン・クロフォードとの共演を拒絶し「ペプシ・コーラのセールス・ウーマンと共演するなんて真っ平ごめん」と発言し、彼女を降板させた経緯がある。
また、後輩の大スターであるスーザン・ヘイワードが撮影に遅刻をしようものなら、カツラを投げつけたりするなど、非常に気が強いことで有名なヘイワードをも泣かせるほどであった。
「私は同じ演技などは一度たりともしたことはないから、怖いものなどはない」等も有名な発言であるが、最も有名な発言は男性優位社会のハリウッドや男性と女性の社会的地位の格差を痛烈に批判した「男がやると尊敬される。女がやると嫌われる」であろう。
後にアメリカン・ニューシネマや、ウィメンズ・リブ台頭期の1970年代に復活した「女性映画」のヒロインとして活躍したフェイ・ダナウェイやジェーン・フォンダらが、時代は変わってもハリウッドは変わらず「ボーイズ・タウン」であることを皮肉った自分たちの発言においても、しばしばこのデイヴィスの発言を引用している。
また、業界誌のデイリー・ヴァラエティの広告欄にわざと「職求む」と実名で仕事の募集広告を出すなど、ジョークも好きで茶目っ気もあった。
強烈な個性を武器にハリウッドをサバイバルした彼女であるが、ハリウッドのみならず、世界的に尊敬された「真の女優」という意味で、彼女は唯一無二の個性を持ち合わせた類稀なる女優であることは間違いなく、その評価は揺るぎない。
悪女役のイメージが強いが、出演作品を通覧すると役柄が非常に幅広い。ワーナーでの「半分は天使、半分は妖婦、そしてすべてが女性」というキャッチ・フレーズ通り、悪魔のような人物像から、情熱的な役から可憐で美しい女性、憎らしい女から、目を見張るほど美しく可愛い女性像、地味で目立たないような人物や、苦悩が色濃い役、薄幸な人物までイメージをことごとく変えて魅せることの出来る才能の持ち主であり、女王役などは言うに及ばずという所であった。
1930年代、それまで男性スターを中心に動いていたボーイズ・タウンのハリウッドは軌道修正を迫られた。女性客の圧倒的な増加により、女性を積極的に主人公に起用する、「女性映画」の制作を迫られた。飾り物ではなく、男優を引っ張るパワーのある女性スターが望まれた。そんな時代に登場したのがベティ・デイヴィス、直後にはキャサリン・ヘプバーンであった。
彼女は他の女優が嫌がる様な役や尻込みする役を積極的に演じ、迫真の名演技で観客をスクリーンに釘付けにした。「フィルムのファースト・レディ」("The First Lady of the American Screen") と呼ばれるゆえんである。
俳優のゲイリー・メリルなどとの4度の結婚歴があるが、実子は3度目の結婚相手である芸術家のウィリアム・グラント・シェリーとの間に生まれた娘のバーバラのみである。
自伝は2冊あり、『This N That』、『Betty Davis, The Lonely Life』という著書を自ら記している。
バーバラは母であるデイヴィスが主演した『何がジェーンに起ったか？』に隣家の娘役で出演しており、デイヴィスの死後には、母娘としては常識から逸脱した苦悩や生活を赤裸々に告白した暴露的要素が濃い「My Mother's Keeper」を出版し、全米で大きな話題となった。
デイヴィスは、彼女の主演作を監督したウィリアム・ワイラーを愛していたとされるが、真偽のほどは定かではない。
AFI（アメリカン・フィルム・インスティチュート）は、1977年に女性として初の生涯功労賞を授与し、そしてまた1999年に「最も偉大な女優50人」の第2位に選出している。また、AFIが選出した「100人のヒーロー・ヒロインと悪者たち」の中で、フェイ・ダナウェイと並び2作品が選ばれている。第33位の『偽りの花園』（1941）でのレジーナ・ギデンズ役と、第34位『何がジェーンに起こったか?』（1962）のベイビー・ジェーン・ハドソン役である。
2007年、米郵政公社はデイヴィス生誕100周年の記念切手を発行した。

## 逸話
スクリーン・デビュー前、デイヴィスがハリウッドに到着したとき、駅まで出迎えに行ったユニヴァーサル映画のスタジオ代表は、どの映画スターにも似ていない大きな瞳と個性的な顔立ちに、ついに彼女を捜しあぐねて帰ってしまったという。
デイヴィスが2度目のアカデミー賞を受賞した『黒蘭の女』（1938）の、意志が強く我儘で独善的な女性像には、『風と共に去りぬ』（1939）のヒロインであるスカーレット・オハラとの共通点がある。もとよりそれを強く意識して制作された映画であった。
デイヴィスはスカーレット役の有力候補の1人であったものの、映画のプロデューサーであったデヴィッド・O・セルズニックが、スカーレット・フィーバーを巻き起こし、あくまでもセンセーショナルでインパクトのある主演女優を妥協せずに探し続けており、撮影開始時点でも、ヒロインは正式に決まらなかった。
また、デイヴィスはワーナーの大スターでもあるエロール・フリンを共演者に指名したため、役を失う羽目になった。その為、デイヴィスはスカーレット役を得られなかったために、それに似通った役を先んじて演じることで、オスカーを意識したと言われている。
『何がジェーンに起ったか?』（1962）により第35回アカデミー賞ではデイヴィスは主演女優賞にノミネートされたが、選から漏れたジョーン・クロフォードが、デイヴィスの受賞への反対運動を行った。また、同賞の授賞式にクロフォードは「監督賞のプレゼンター役」で出演し、さらに、演劇に出演中であって授賞式に出演できなかった、主演女優賞の受賞者アン・バンクロフト（『奇跡の人』で受賞）の代理人として、オスカー像を手にした。
なお、2017年に放送されたテレビシリーズ『フュード/確執 ベティ vs ジョーン』では、デイヴィスとクロフォードとの対立する人生が描かれ、スーザン・サランドンがデイヴィス役を演じた。

## 記録
1963年までにアカデミー賞に11回ノミネートされたのも空前の記録であった（生涯ノミネート10回と記載されることが多いが現在は「痴人の愛」のノミネーションが映画芸術科学アカデミーから認められており、11回が正しい）。
キャサリン・ヘプバーンがデイヴィスの記録を1982年に更新するまで、デイヴィスが史上最多の候補記録を保持していた。その後、メリル・ストリープがさらに最多候補記録を更新している（20回、2017年1月31日現在）。

## 主な出演作品
| 公開年 | 邦題 原題                                                                | 役名                                               | 備考                                                   | 吹き替え                        |
| ------ | ------------------------------------------------------------------------ | -------------------------------------------------- | ------------------------------------------------------ | ------------------------------- |
| 1931   | 母性 Seed                                                                | マーガレット・カーター                             |                                                        |                                 |
| 1931   | ウォタルウ橋 Waterloo Bridge                                             | ジャネット                                         |                                                        |                                 |
| 1932   | 懐しき故里 Way Back Home                                                 | メアリー・ルーシー                                 |                                                        |                                 |
| 1932   | 母 So Big!                                                               | ダラス・オマラ                                     |                                                        |                                 |
| 1932   | 暁の耕地 The Cabin in the Cotton                                         | マグダ・ノーウッド                                 |                                                        |                                 |
| 1932   | 歩道の三人女 Three on a Match                                            | ルース                                             |                                                        | 杉田郁子                        |
| 1932   | 春なき二万年 20,000 Years in Sing Sing                                   | フェイ・ウィルソン                                 |                                                        |                                 |
| 1933   | 落下傘 Parachute Jumper                                                  | パトリシア・ブレント（アラバマ）                   |                                                        |                                 |
| 1933   | 失踪者三万人 Bureau of Missing Persons                                   | ノーマ・ロバーツ                                   |                                                        |                                 |
| 1934   | めりけん商売 The Big Shakedown                                           | ノーマ・ネルソン                                   |                                                        |                                 |
| 1934   | 流行の王様 Fashions of 1934                                              | リン・メイソン                                     |                                                        |                                 |
| 1934   | 痴人の愛 Of Human Bondage                                                | ミルドレッド・ロジャース                           |                                                        |                                 |
| 1935   | 国境の町 Bordertown                                                      | マリー                                             |                                                        | 平井道子                        |
| 1935   | 特高警察 Special Agent                                                   | ジュリー・ガードナー                               |                                                        |                                 |
| 1935   | 青春の抗議 Dangerous                                                     | ジョイス                                           | アカデミー主演女優賞 受賞                              |                                 |
| 1936   | 化石の森 The Petrified Forest                                            | ガブリエル                                         |                                                        | 杉田郁子                        |
| 1936   | マルタの鷹 Satan met a lady                                              | ヴァレリー・パーヴィス                             |                                                        |                                 |
| 1937   | 札つき女 Marked Woman                                                    | メアリー                                           |                                                        |                                 |
| 1937   | 倒れるまで Kid Galahad                                                   | ルイーズ・フィリップス                             |                                                        |                                 |
| 1937   | 或る女 That Certain Woman                                                | メアリー                                           |                                                        |                                 |
| 1937   | 恋愛合戦 It's Love I'm After                                             | ジョイス・アーデン                                 |                                                        |                                 |
| 1938   | 黒蘭の女 Jezebel                                                         | ジュリー・マースデン                               | アカデミー主演女優賞 受賞                              | 杉田郁子                        |
| 1938   | 黄昏 The Sisters                                                         | ルイーズ                                           |                                                        |                                 |
| 1939   | 愛の勝利 Dark Victory                                                    | ジュディス・トレハーン                             | アカデミー主演女優賞候補                               | 杉田郁子                        |
| 1939   | 革命児ファレス Juarez                                                    | カルロッタ皇后                                     |                                                        | 花形恵子                        |
| 1939   | 女王エリザベス The Private Lives of Elizabeth and Essex                  | エリザベス1世                                      |                                                        | 杉田郁子                        |
| 1940   | 凡てこの世も天国も All This, and Heaven Too                              | ヘンリエッタ（アンリエット）                       |                                                        | 花形恵子                        |
| 1940   | 月光の女 The Letter                                                      | レスリー                                           | アカデミー主演女優賞候補                               | 杉田郁子                        |
| 1941   | 偉大な嘘 The Great Lie                                                   | マギー                                             |                                                        |                                 |
| 1941   | 偽りの花園 The Little Foxes                                              | レジーナ・ギデンス                                 | アカデミー主演女優賞候補                               | 瀬能令子                        |
| 1942   | 晩餐に来た男 The Man Who Came to Dinner                                  | マギー                                             |                                                        | 杉田郁子                        |
| 1942   | 追憶の女 In This Our Life                                                | スタンリー・ティンバーレイク・キングスミル         |                                                        | 森田育代                        |
| 1942   | 情熱の航路 Now, Voyager                                                  | シャーロット                                       | アカデミー主演女優賞候補                               |                                 |
| 1943   | ラインの監視 Watch on the Rhine                                          | サラ・ミュラー                                     |                                                        | 杉田郁子、林洋子                |
| 1943   | 旧友 Old Acquaintance                                                    | キット・マーロウ                                   |                                                        | 杉田郁子                        |
| 1944   | ハリウッド玉手箱 Hollywood Canteen                                       | 本人役                                             |                                                        |                                 |
| 1944   | 愛の終幕 Mr. Skeffington                                                 | ファニー・トレリス・スケフィントン                 | アカデミー主演女優賞候補                               | 杉田郁子                        |
| 1945   | 小麦は緑 The Corn Is Green                                               | リリー・モファット                                 |                                                        |                                 |
| 1946   | 盗まれた青春 A Stolen Life                                               | ケイト・ボスワース/パトリシア・ボスワース          |                                                        | 谷育子                          |
| 1946   | 愛憎の曲 Deception                                                       | クリスティーン                                     |                                                        | 谷育子                          |
| 1948   | 幸福への招待状 Winter Meeting                                            | スーザン                                           |                                                        |                                 |
| 1948   | 花嫁の季節 June Bride                                                    | リンダ・ギルマン                                   |                                                        |                                 |
| 1949   | 森の彼方に Beyond the Forest                                             | ローズ                                             |                                                        | 此島愛子                        |
| 1950   | イヴの総て All About Eve                                                 | マーゴ・チャニング                                 | カンヌ国際映画祭 女優賞 受賞・アカデミー主演女優賞候補 | 奈良岡朋子（NET）版             |
| 1951   | 黄昏の惑い Payment on Demand                                             | ジョイス・ラムセイ                                 |                                                        | 杉田郁子                        |
| 1952   | The Star                                                                 | マーガレット・エリオット                           | アカデミー主演女優賞候補                               |                                 |
| 1955   | ヴァージン・クイーン The Virgin Queen                                    | エリザベス1世                                      |                                                        |                                 |
| 1959   | 大海戦史 John Paul Jones                                                 | エカチェリーナ2世                                  |                                                        | 北原文枝                        |
| 1961   | ポケット一杯の幸福 Pocketful of Miracles                                 | アップル・アニー                                   |                                                        | 北林谷栄(NET版),初井言榮(NHK版) |
| 1962   | 何がジェーンに起ったか? What Ever Happened to Baby Jane?                 | ジェーン・ハドソン                                 | アカデミー主演女優賞候補                               | 北林谷栄                        |
| 1963   | 禁じられた抱擁 The Empty Canvas                                          | ディノの母親                                       |                                                        |                                 |
| 1964   | 誰が私を殺したか? Dead Ringer                                            | マーガレット・デ・ロルカ／イーディス・フィリップス |                                                        | 北林谷栄                        |
| 1964   | 愛よいずこへ Where Love Has Gone                                         | ゲラルド・ハイデン夫人                             |                                                        |                                 |
| 1964   | ふるえて眠れ Hush... Hush, Sweet Charlotte                               |                                                    |                                                        | 奈良岡朋子                      |
| 1965   | 妖婆の家 The Nanny                                                       | ナニー                                             |                                                        | 鈴木光枝                        |
| 1968   | 残酷な記念日 The Anniversary                                             | タガート夫人                                       |                                                        |                                 |
| 1971   | 原潜ポラリスSOS Madame Sin                                               | マダム・シン                                       |                                                        | 岩崎加根子                      |
| 1972   | 黒薔薇の女 The Judge and Jake Wyler                                      | メレディス                                         | テレビ映画                                             |                                 |
| 1976   | 家 Burnt Offerings                                                       | エリザベス                                         |                                                        | 高村章子                        |
| 1978   | 続・星の国から来た仲間 Return from Witch Mountain                        |                                                    |                                                        |                                 |
| 1978   | ナイル殺人事件 Death on the Nile                                         | ヴァン・スカイラー                                 |                                                        | 鳳八千代                        |
| 1980   | 呪われた森 The Watcher in the Woods                                      | アイルウッド夫人                                   |                                                        | 好村俊子                        |
| 1982   | チミノ夫人のピアノ(NHK 放送時タイトル「遠い道」) A Piano for Mrs. Cimino | エスター・マクドナルド・チミノ                     | テレビ映画                                             | 文野朋子                        |
| 1983   | 幸福の選択 Right of Way                                                  | ミニ・ドワイヤー                                   | テレビ映画                                             |                                 |
| 1985   | ミス・マープル/魔術の殺人 Murder with Mirrors                            | キャリー                                           | テレビ映画                                             |                                 |
| 1986   | ジョージアの熱い風 As Summers Die                                        | ハンナ・ロフティン                                 | テレビ映画                                             |                                 |
| 1987   | 八月の鯨 The Whales of August                                            | リビー・ストロング                                 |                                                        | 京田尚子                        |
| 1989   | おばあちゃんは魔女 Wicked Stepmother                                     | ミランダ                                           |                                                        |                                 |

## 受賞歴
| 賞               | 年     | 部門       | 候補者                      | 結果       |
| ---------------- | ------ | ---------- | --------------------------- | ---------- |
| アカデミー賞     | 1935年 | 主演女優賞 | 『青春の抗議』              | 受賞       |
| アカデミー賞     | 1938年 | 主演女優賞 | 『黒蘭の女』                | 受賞       |
| アカデミー賞     | 1939年 | 主演女優賞 | 『愛の勝利』                | ノミネート |
| アカデミー賞     | 1940年 | 主演女優賞 | 『月光の女』                | ノミネート |
| アカデミー賞     | 1941年 | 主演女優賞 | 『偽りの花園』              | ノミネート |
| アカデミー賞     | 1942年 | 主演女優賞 | 『情熱の航路』              | ノミネート |
| アカデミー賞     | 1944年 | 主演女優賞 | 『愛の終焉』                | ノミネート |
| アカデミー賞     | 1950年 | 主演女優賞 | 『イヴの総て』              | ノミネート |
| アカデミー賞     | 1952年 | 主演女優賞 | The Star                    | ノミネート |
| アカデミー賞     | 1962年 | 主演女優賞 | 『何がジェーンに起ったか?』 | ノミネート |
| カンヌ国際映画祭 | 1951年 | 女優賞     | 『イヴの総て』              | 受賞       |